# トラビス・ブランケンホーン
トラビス・アラン・ブランケンホーン（Travis Allan Blankenhorn, 1996年8月3日 - ）は、アメリカ合衆国ペンシルベニア州ポッツビル出身のプロ野球選手（二塁手）。右投左打。MLBのワシントン・ナショナルズ傘下所属。

## 経歴

### プロ入りとツインズ時代
2015年のMLBドラフト3巡目 (全体80位) でミネソタ・ツインズから指名されプロ入り。傘下のルーキー級ガルフ・コーストリーグ・ツインズでプロデビューし、シーズン途中にはルーキー級エリザベストン・ツインズでもプレーした。この年は2チーム合計で53試合に出場して打率.244、3本塁打、23打点の成績を記録した。
2016年はルーキー級エリザベストンで開幕を迎え、シーズン途中にA級シーダーラピッズ・カーネルズに昇格。2チーム合計で59試合に出場して打率.293、10本塁打、41打点の成績を記録した。
2017年はA級シーダーラピッズで118試合に出場して打率.251、13本塁打、69打点の成績を記録し、ミッドウェストリーグのオールスターゲームに選出された。
2018年はA+級フォートマイヤーズ・ミラクルで124試合に出場して打率.231、11本塁打、57打点の成績を記録した。シーズン途中にはフロリダ・ステートリーグのホームランダービーに参加し、優勝した。
2019年はA+級フォートマイヤーズで開幕を迎え、シーズン途中にAA級ペンサコーラ・ブルーワフーズに昇格。2チーム合計で108試合に出場して打率.277、19本塁打、54打点の成績を記録した。オフに40人枠に登録された。
2020年9月14日にメジャー契約を結んでアクティブ・ロースター入り。翌15日のシカゴ・ホワイトソックス戦でメジャーデビューを果たし、マット・フォスターからメジャー初安打を放った。
2021年5月8日にDFAとなった。

### ドジャース傘下時代
2021年5月14日にウェイバー公示を経てロサンゼルス・ドジャースへ移籍した。移籍後は傘下のAAA級オクラホマシティ・ドジャースへ送られた。21日にDFAとなった。

### マリナーズ傘下時代
2021年5月24日にウェイバー公示を経てシアトル・マリナーズへ移籍した。移籍後は傘下のAAA級タコマ・レイニアーズへ送られた。

### メッツ時代
2021年6月1日にウェイバー公示を経てニューヨーク・メッツへ移籍した。2022年オフの11月10日にFAとなった。

### ナショナルズ傘下時代
2022年オフの12月19日にワシントン・ナショナルズとマイナー契約を結び、翌20日に傘下のAAA級ロチェスター・レッドウィングスに配属された。

## 詳細情報

### 年度別打撃成績
| 年 度    | 球 団    | 試 合 | 打 席 | 打 数 | 得 点 | 安 打 | 二 塁 打 | 三 塁 打 | 本 塁 打 | 塁 打 | 打 点 | 盗 塁 | 盗 塁 死 | 犠 打 | 犠 飛 | 四 球 | 敬 遠 | 死 球 | 三 振 | 併 殺 打 | 打 率 | 出 塁 率 | 長 打 率 | O P S |
| -------- | -------- | ----- | ----- | ----- | ----- | ----- | -------- | -------- | -------- | ----- | ----- | ----- | -------- | ----- | ----- | ----- | ----- | ----- | ----- | -------- | ----- | -------- | -------- | ----- |
| 2020     | MIN      | 1     | 4     | 3     | 0     | 1     | 1        | 0        | 0        | 2     | 0     | 0     | 0        | 0     | 0     | 0     | 0     | 1     | 0     | 0        | .333  | .500     | .667     | 1.167 |
| 2021     | MIN      | 1     | 0     | 0     | 1     | 0     | 0        | 0        | 0        | 0     | 0     | 0     | 0        | 0     | 0     | 0     | 0     | 0     | 0     | 0        | ----  | ----     | ----     | ----  |
| 2021     | NYM      | 23    | 24    | 23    | 3     | 4     | 2        | 0        | 1        | 9     | 4     | 0     | 0        | 0     | 0     | 1     | 0     | 0     | 8     | 0        | .174  | .208     | .391     | .600  |
| '21計    | NYM      | 24    | 24    | 23    | 4     | 4     | 2        | 0        | 1        | 9     | 4     | 0     | 0        | 0     | 0     | 1     | 0     | 0     | 8     | 0        | .174  | .208     | .391     | .600  |
| 2022     | NYM      | 1     | 3     | 3     | 0     | 0     | 0        | 0        | 0        | 0     | 0     | 0     | 0        | 0     | 0     | 0     | 0     | 0     | 1     | 0        | .000  | .000     | .000     | .000  |
| MLB：3年 | MLB：3年 | 26    | 31    | 29    | 4     | 5     | 3        | 0        | 1        | 11    | 4     | 0     | 0        | 0     | 0     | 1     | 0     | 1     | 9     | 0        | .172  | .226     | .379     | .605  |

- 2022年度シーズン終了時

### 年度別守備成績
二塁守備
| 年 度 | 球 団 | 二塁（2B） | 二塁（2B） | 二塁（2B） | 二塁（2B） | 二塁（2B） | 二塁（2B） |
| 年 度 | 球 団 | 試 合      | 刺 殺      | 補 殺      | 失 策      | 併 殺      | 守 備 率   |
| ----- | ----- | ---------- | ---------- | ---------- | ---------- | ---------- | ---------- |
| 2020  | MIN   | 1          | 1          | 1          | 0          | 1          | 1.000      |
| 2021  | MIN   | 1          | 0          | 0          | 1          | 0          | .000       |
| 2021  | NYM   | 5          | 4          | 3          | 2          | 2          | .778       |
| '21計 | NYM   | 6          | 4          | 3          | 3          | 2          | .700       |
| MLB   | MLB   | 7          | 5          | 4          | 3          | 3          | .750       |

外野守備
| 年 度 | 球 団 | 左翼（LF） | 左翼（LF） | 左翼（LF） | 左翼（LF） | 左翼（LF） | 左翼（LF） | 右翼（RF） | 右翼（RF） | 右翼（RF） | 右翼（RF） | 右翼（RF） | 右翼（RF） |
| 年 度 | 球 団 | 試 合      | 刺 殺      | 補 殺      | 失 策      | 併 殺      | 守 備 率   | 試 合      | 刺 殺      | 補 殺      | 失 策      | 併 殺      | 守 備 率   |
| ----- | ----- | ---------- | ---------- | ---------- | ---------- | ---------- | ---------- | ---------- | ---------- | ---------- | ---------- | ---------- | ---------- |
| 2021  | NYM   | 1          | 1          | 0          | 0          | 0          | 1.000      | 1          | 1          | 0          | 0          | 0          | 1.000      |
| MLB   | MLB   | 1          | 1          | 0          | 0          | 0          | 1.000      | 1          | 1          | 0          | 0          | 0          | 1.000      |

- 2021年度シーズン終了時

### 背番号
- 74（2020年）
- 13（2021年 - 同年途中）
- 73（2021年途中 - 2022年）